# Ko Si
Ko Si – tajska wyspa leżąca na Morzu Andamańskim. Administracyjnie położona jest w prowincji Krabi. Najwyższe wzniesienie wynosi w przybliżeniu 10 m n.p.m. Wyspa jest niezamieszkana.
Leży w odległości około 2,7 km na południe od wyspy Ko Po Da Nok oraz 75 m na południowy wschód od Ko Lao Pe.